# Vetenskapsåret 1903

## Händelser

### Fysik
- Okänt datum - George Darwin och John Joly påstår att jordens värme orsakas av radioaktivitet.

### Teknik
- 17 december – De amerikanska bröderna Orville och Wilbur Wright genomför med "Flyer 1" i Kitty Hawk i North Carolina, USA historiens första kontrollerade flygtur med motordriven farkost när de flyger 37 meter [1]. Flygplanet har de byggt själva.

## Pristagare
- Bigsbymedaljen: Henri Mark Ami [2]
- Copleymedaljen: Eduard Suess
- Nobelpriset: [3]
  - Fysik: Antoine Henri Becquerel, Pierre Curie och Marie Curie
  - Kemi: Svante Arrhenius
  - Fysiologi/medicin: Niels Ryberg Finsen
- Wollastonmedaljen: Heinrich Rosenbusch [4]

## Födda
- 22 januari - Fritz Houtermans, fysiker
- 27 januari - John Carew Eccles, psykolog
- 2 februari - Bartel Leendert van der Waerden, matematiker
- 22 februari - Frank P Ramsey, matematiker
- 6 april - Doc Edgerton, professor i elektronik
- 25 april - Andrej Kolmogorov, matematiker
- 2 maj - Benjamin Spock, pediatriker
- 7 augusti - Louis Leakey, brittisk arkeologi
- 5 oktober - M King Hubbert, geofysiker
- 7 november - Konrad Lorenz, zoolog
- 27 november - Lars Onsager, kemist
- 28 december - John von Neumann, matematiker

## Avlidna
- 1 februari - George Gabriel Stokes, matematiker och fysiker
- 28 mars - Emile Baudot, telegrafingenjör
- 28 april - Williard Gibbs, fysisk kemist

### Fotnoter
1. ↑  20:e århundrades När Var Hur - 1903, Bernt Himmelstedt, Forum, 1999
2. ↑  ”Geological Society”. Arkiverad från originalet den 5 juni 2011. https://web.archive.org/web/20110605101836/http://www.geolsoc.org.uk/gsl/society/history/page753.html. Läst 13 april 2011.
3. ↑  ”Nobelpriset”. http://nobelprize.org/nobel_prizes/lists/all/index.html. Läst 10 april 2011.
4. ↑  ”Geological Society”. Arkiverad från originalet den 5 juni 2011. https://web.archive.org/web/20110605102217/http://www.geolsoc.org.uk/gsl/society/history/page750.html. Läst 13 april 2011.